# Flagge von Belarus
Die derzeitige Flagge von Belarus wurde am 7. Juni 1995 nach einem Referendum angenommen und zuletzt am 10. Februar 2012 modifiziert. Sie ist angelehnt an die letzte Flagge während der Zeit als Weißrussische Sozialistische Sowjetrepublik und ersetzte die weiß-rot-weiße Flagge, die nach der Unabhängigkeit des Landes von der Sowjetunion wieder eingeführt worden war. Letztere war 1917 die erste Flagge von Belarus und ist seit den Protesten im Jahr 2020 wieder zum Symbol der Demokratiebewegung geworden.

## Beschreibung
Die Nationalflagge folgt seit 1995 wieder stärker dem Aussehen der Flagge der vormaligen Weißrussischen Sowjetrepublik (BSSR). Lediglich auf die Darstellung von Hammer und Sichel wurde verzichtet.

Traditionelles Muster in der belarussischen Flagge

Das dekorative Muster am linken Rand ist ein 1917 von der Bäuerin Matrona Markewitsch gesticktes Ornament, das als „aufgehende Sonne“ bekannt wurde. Mit der Begründung, es handele sich dabei um ein typisches Motiv der belarussischen Volkstracht, wurde es 1951 in die neue Flagge der damaligen BSSR eingefügt und für die 1995 eingeführte Flagge der Republik Belarus als Negativbild, also in der umgekehrten Farbgebung, übernommen.
Nach dem Referendum zur Einführung der jetzigen Staatssymbole 1995, wurde ein Wettbewerb ausgerufen, in dem Bürger weltweit aufgerufen waren, der neuen Flagge nachträglich eine „umfassende Auslegung des Sinnes und der Bedeutung der […] jetzigen Symbole der Republik Belarus […]“ zuzuschreiben. Durch eine Zusammenarbeit zwischen Teilnehmern des Wettbewerbes und der Jury, die unter anderem aus dem Leiter des staatlichen Heraldikkomitees, zwei Historikern und einem Künstler bestand, wurde den Farben der Flagge nachträglich folgende Bedeutung zugeschrieben: Die Farbe Rot sei „die Farbe des Sieges der belarussischen Truppen bei Tannenberg, der Roten Armee und der Partisanen, die Belarus von den Faschisten und Kollaborateuren befreiten.“ Grün „verkörpere Hoffnung, Frühling und Neubeginn und sei die Farbe der belarussischen Wälder“.

Aufbau der Nationalflagge

## Weitere Flaggen

Präsidentenstandarte
Grenzwache
Vorsitzender des staatlichen Komitees der Grenzwache
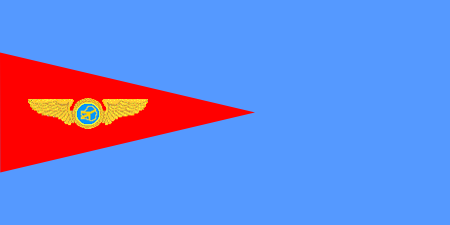
Staatliche Luftfahrtbehörde
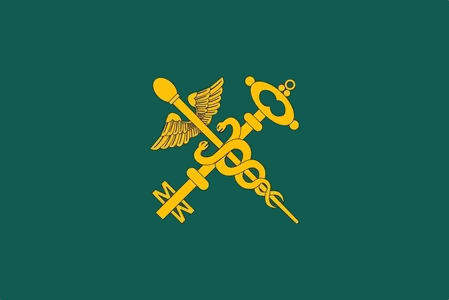
Zoll
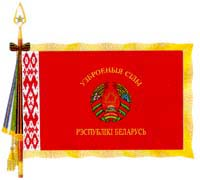
Militär
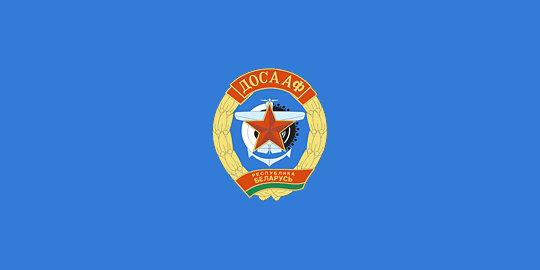
Belarussische DOSAAF

## Historische Flaggen

### Vorgeschichte

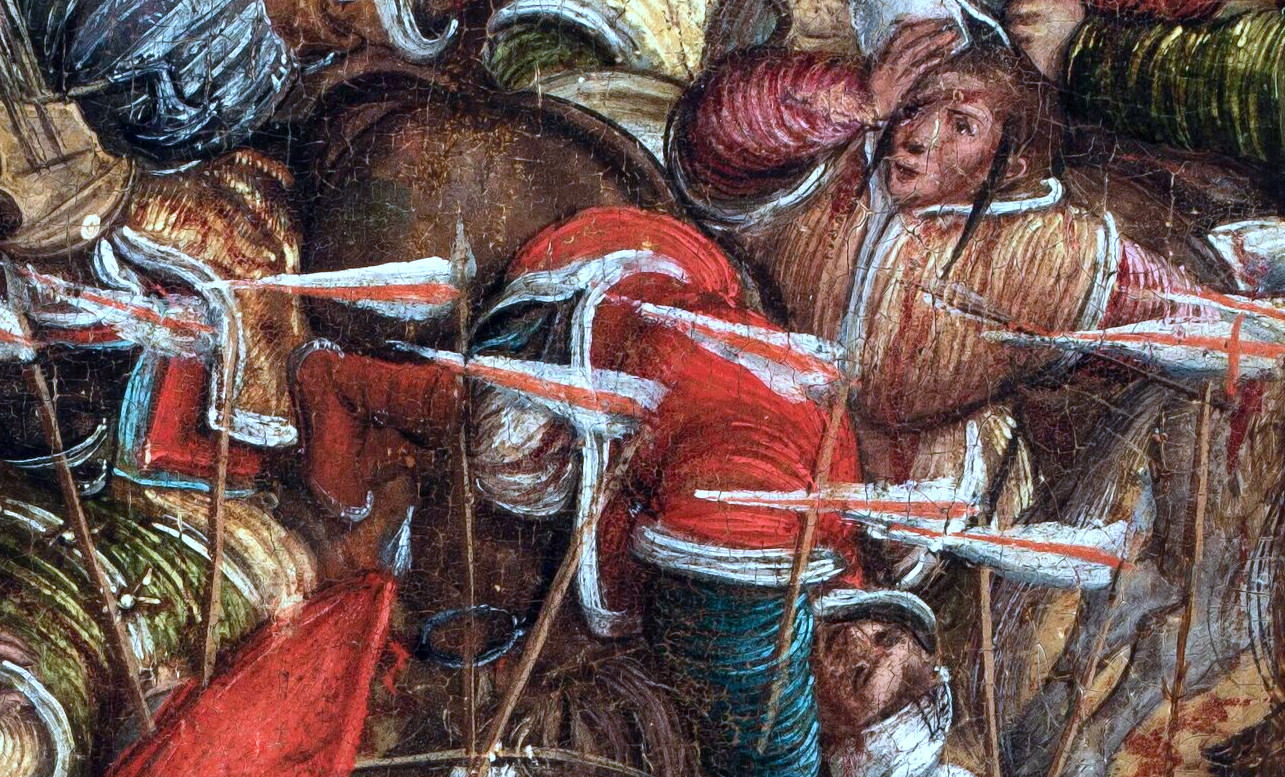
Weiß-rot-weiße Flaggen auf dem Gemälde Schlacht bei Orscha

Die Ursprünge der weiß-rot-weißen Flagge werden häufig auf das Großfürstentum Litauen zurückgeführt. Einer Legende zufolge soll während einer Schlacht ein verwundeter Ritter sein blutdurchtränktes weißes Tuch, das um seinen Kopf gebunden war, als Banner benutzt haben, um seine Truppen anzuführen. Die Farbe weiß wird als Symbol für den menschlichen Geist und rot als Symbol für das Blut Jesu Christi gedeutet. Einige Forscher berichten, dass die Flagge während der Schlacht bei Orscha 1514 von der litauischen Kavallerie verwendet wurde, was jedoch umstritten ist.

### 1917 bis 1919

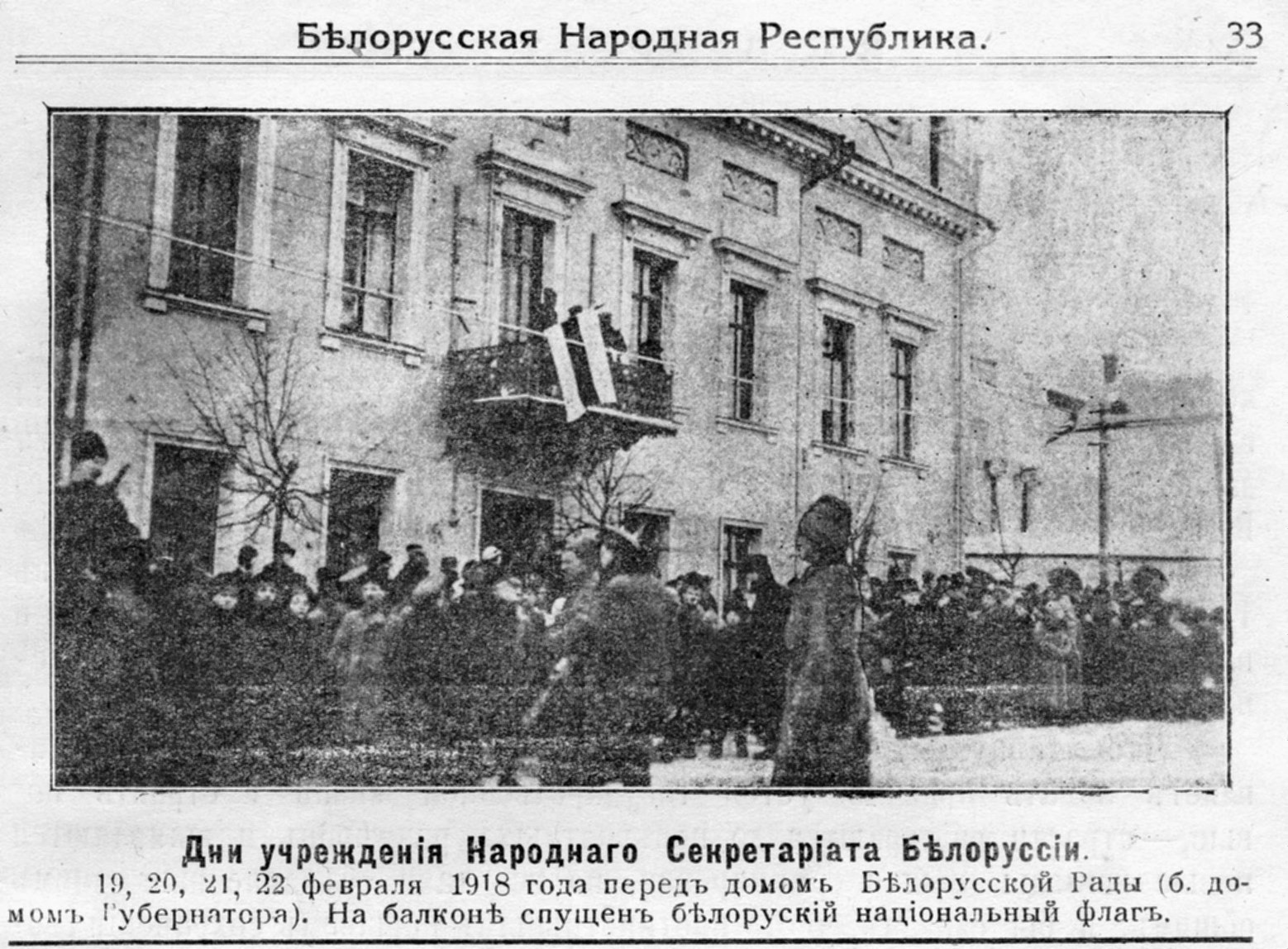
Ausrufung der Belarussischen Volksrepublik in Minsk 1918

Nach der Abdankung des russischen Zaren Nikolaus II. 1917 wurde von der belarussischen Unabhängigkeitsbewegung eine vom Architekten Klaudsij Dusch-Duscheuski entworfene weiß-rot-weiße Flagge verwendet. Unter dieser Flagge wurde im Dezember 1917 in Minsk der Erste Allbelarussische Kongress abgehalten. Die im darauffolgenden Jahr gegründete Weißrussische Volksrepublik verwendete ebenfalls dieses Symbol.
Das Belarussische Nationalkomitee erklärte mit der Unabhängigkeitserklärung vom 25. März 1918 die Entscheidung folgendermaßen: Aufgrund der Tatsache, dass die belarussische Volkskunst von weißen und roten Ornamenten dominiert wird, gilt es, diese Farben in der belarussischen Nationalflagge zu verwenden. So hat der Ausschuss entschieden, dass die Fahne aus drei horizontalen Streifen bestehen soll: weiß, rot und weiß in gleichen Breiten und die Länge soll doppelt so groß sein wie die Breite.

1917–1919

### 1919 bis 1937
Nach einem erfolgreichen kommunistischen Putsch im Jahr 1919 wurde zunächst eine einfarbig rote Flagge für die Litauisch-Weißrussische SSR eingeführt. Mit dem Entstehen der alleinigen Weißrussischen SSR wurden im linken Obereck die goldenen Initialen „SSRB“ in kyrillischer Schrift hinzugefügt. Von 1919 bis 1925 verwendete die Exilregierung der Weißrussischen Volksrepublik eine weiß-schwarz-rot-schwarz-weiß quergestreifte Flagge.
Die weiß-rot-weiße Flagge wurde in der Zwischenkriegszeit aktiv von der in Polen lebenden belarussischen Minderheit verwendet.

1919
1919–1937
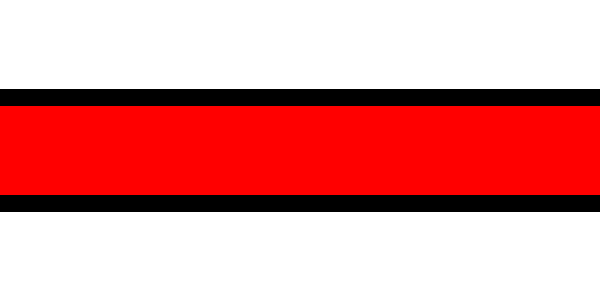
Flagge der Exilregierung 1919–1925

### 1937 bis 1951
1937 wurden die Buchstaben in „BSSR“ verdreht und dazu wurde die Flagge um einen goldenen Hammer, eine goldene Sichel und einen roten Stern erweitert. In den 1940ern wurden diese Symbole wieder entfernt und ein Goldrand wurde stattdessen hinzugefügt.
Während der deutschen Besatzungszeit im Zweiten Weltkrieg war die Verwendung der weiß-rot-weißen Flagge sowie des Pahonja-Wappens erlaubt, um ein gewisses Maß an Loyalität bei der belarussischen Bevölkerung zu erreichen. Infolgedessen benutzen kollaborationistische Institutionen wie der Weißruthenische Zentralrat oder das Weißruthenische Jugendwerk, die sich eine Wiederbelebung der belarussischen Kultur erhofft haben, diese Fahne. Dies führte dazu, dass die Sowjetunion später Gründe für politische Spekulationen bezüglich dieser Symbole finden konnten. Der Entwickler der weiß-rot-weißen Fahne selbst, Klaudsij Dusch-Duscheuski, verweigerte jedoch die Zusammenarbeit mit den deutschen Behörden, so dass er – auch wegen Unterstützung von Juden – 1943 verhaftet und in ein Konzentrationslager gebracht wurde.
Befürworter der weiß-rot-weißen Flagge argumentieren, dass kollaborationistische Institutionen in Belgien, Lettland, Litauen, Norwegen, den Niederlanden, Russland, der Ukraine, Frankreich, Estland und diversen anderen Ländern ebenso ihre jeweilige Nationalflagge verwendet haben.

1937–1940er Jahre
1940er Jahre–1951

### 1951 bis 1991
Am 25. Dezember 1951 führte die BSSR eine neue vom russischen Künstler Michail Gusew entworfene Flagge ein. Diese ähnelte der heutigen, allerdings war links oben im roten Feld wieder Hammer und Sichel mit Stern zu sehen; die Rückseite der Flagge enthielt kein Symbol. Im Gegensatz zur heutigen Flagge erschien das Ornament Weiß auf Rot anstatt Rot auf Weiß.

1951–1991
Rückseite

### 1991 bis 1995

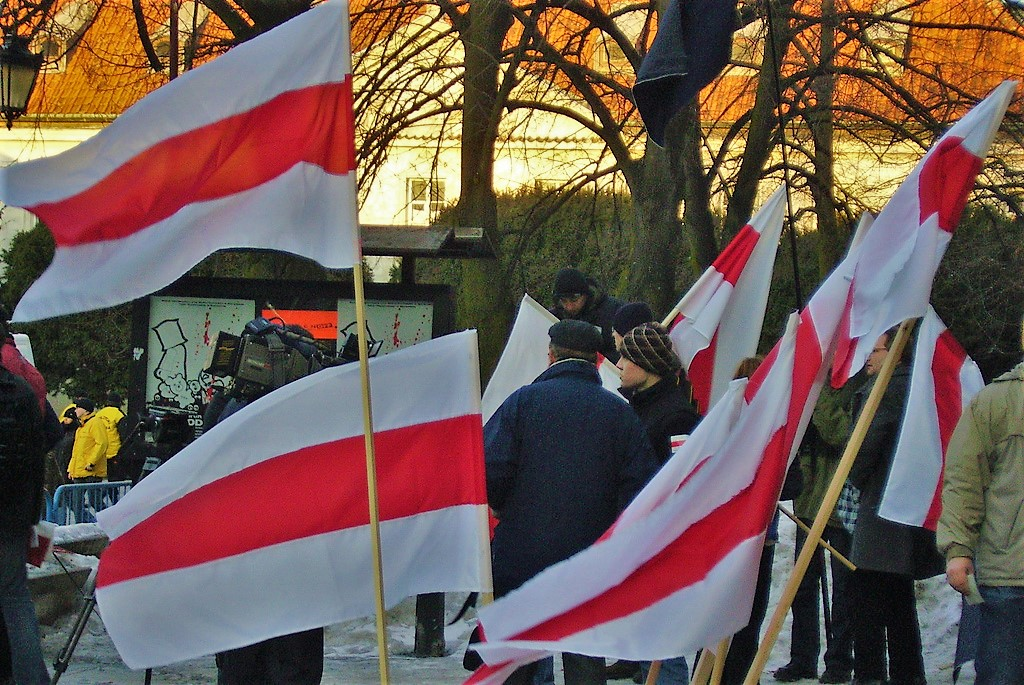
Weiß-rot-weiße Flagge beim Konzert „Solidarity for Belarus“ in Warschau 2006

Kurz vor dem Zerfall der Sowjetunion wurde am 19. September 1991 auf Initiative der Partyja BNF wieder die weiß-rot-weiße Flagge die Nationalflagge von Belarus. Mit der Wahl des Präsidenten Aljaksandr Lukaschenka 1994 wurde wieder ein sozialistischer Kurs angestrebt und so wurden ein Jahr später neue Staatssymbole eingeführt, die stark an die Sowjetzeit erinnern. Lukaschenkas Hauptargument war hierbei, dass die weiß-rot-weiße Flagge während des Zweiten Weltkriegs von Kollaborateuren verwendet worden ist.

1991–1995
Entwurf der Staatsflagge der Republik Belarus, 1992
Flaggenvorschlag von Lukaschenka (1995), wurde nicht umgesetzt

### Seit 1995
Infolge eines Referendums 1 kehrte Belarus 1995 zu einem Flaggendesign zurück, das in weiten Teilen der letzten Flagge der Weißrussischen SSR entsprach. Unterschiede bestanden darin, dass der rote Stern sowie Hammer und Sichel nicht weiter verwendet wurden, und in der Farbgebung des Ornaments (Rot auf Weiß anstatt Weiß auf Rot). Dieses Design war bis zur Veröffentlichung des Dekrets СТБ 911-2008 gültig und unterscheidet sich vom heute gültigen nur dadurch, dass das Ornament heute den Streifen am linken Rand voll ausfüllt, während bis 2012 das Ornament ein Zwölftel der Länge, der Streifen aber ein Neuntel der Länge ausgemacht hat.
Seit 1995 herrscht ein Flaggenstreit: Die Opposition gegen die Präsidentschaft Lukaschenkas, insbesondere das nationaldemokratische Lager, lehnt die aktuelle Flagge ab und zeigt stattdessen weiter die alte weiß-rot-weiße. Gleiches gilt bezüglich des Wappens, wobei die Opposition das traditionelle Pahonja (Reiter mit Schwert) anstelle des offiziellen, sowjetisch anmutenden Emblems als Nationalsymbol verwendet.

1995–2012
Flaggenvariante mit roten Längsstreifen zu beiden Seiten des Ornaments
Konstruktionsschema